# Blub, ik ben een vis (film)
Blub, ik ben een vis (oorspronkelijke titel: Hjælp! Jeg er en fisk, Amerika: Help! I'm a fish) is een Deens-Duits-Ierse kinderfilm uit 2000.
De titelsong voor de Nederlandse versie, Blub, ik ben een vis, is gezongen door K3.

## Verhaal
Fly, Stella en hun neefje Chuck ontmoeten de zonderlinge Professor MacKrill, die een drankje heeft ontwikkeld om mensen in vissen te veranderen en andersom. Stella drinkt echter per ongeluk van de drank, omdat ze denkt dat het limonade is. Fly gooit haar per ongeluk in zee en ze proberen haar met een boot te zoeken. Wanneer de boot zinkt zijn Fly en Chuck gedwongen om ook in vissen te veranderen als ze willen blijven leven. Binnen twee dagen moeten ze op zoek naar het tegengif, om te voorkomen dat ze voor altijd vissen blijven.

## Rolverdeling
| Acteur               | Personage          | Nederlandse stem              |
| -------------------- | ------------------ | ----------------------------- |
| Sebastian Jessen     | Fly                | Jeffrey van den Dungen Bille  |
| Morten Kernn Nielsen | Chuck              | Mitchell van den Dungen Bille |
| Pil Neja             | Stella             | Marlies Somers                |
| Louise Fribo         | Sasha              |                               |
| Søren Sætter-Lassen  | Professor MacKrill | Joop Braakhekke               |
| Nis Bank-Mikkelsen   | Joe                | Warre Borgmans                |
| Dick Kaysø           | Haai               | Luc Verhoeven                 |
| Ulf Pilgaard         | Krab               | Filip Peeters                 |
| Peter Gantzler       | Bill (De vader)    | Geert Lageveen                |
| Paprika Steen        | Lisa (De moeder)   | Mieke Laureys                 |
| Ghita Nørby          | Tante Anna         | Nelly Frijda                  |

## Prijzen
Gewonnen
- Chicago International Children's Film Festival, 2000: Feature Film or Video - Animation

Genomineerd
- German Film Awards, 2002: Bester Kinder- und Jugendfilm
- Robert Festival, 2001: Årets danske spillefilm (Beste film)
- Robert Festival, 2001: Årets instruktør (Best director)
- Robert Festival, 2001: Årets originalmanuskript (Beste originele verhaal)
- Robert Festival, 2001: Årets komponist (Beste composities)
- Robert Festival, 2001: Årets lyd (Beste geluid)
- Robert Festival, 2001: Årets Special Effects (Beste bijzondere effecten)

## Trivia
- In de film Asterix en de Vikingen heeft Fly een cameo als een van de vissen in Kostunrix' winkel.